# Husão
Husão foi um rei de Edom, mencionado na Bíblia. Ele sucedeu Jobabe ben Zerá na realeza, aparentemente eletiva, dos edomitas. Ele é mencionado como sendo da "terra dos temanitas", que pode referir-se ao clã edomita Temã. Husão foi sucedido, após sua morte, por Hadade ben Bedade.
A historicidade data e até mesmo de seu reino são desconhecidas, já que ele não é mencionado em nenhuma outra fonte de sobrevivência.
| Precedido por Jobabe ben Zerá | Rei de Edom | Sucedido por Hadade ben Bedade |